# Balesmes-sur-Marne
Balesmes-sur-Marne korábbi község Franciaországban, Haute-Marne megyében. Lakosainak száma 237 fő (2018. január 1.). Balesmes-sur-Marne Langres, Noidant-Chatenoy, Le Pailly, Saints-Geosmes, Saint-Vallier-sur-Marne, Chalindrey és Cohons községekkel határos.
2016. január 1-jén egyesült Saints-Geosmes korábbi községgel és az így létrejött (azonos nevű) Saints-Geosmes új község része lett.

## Népesség
A település népességének változása:
| Lakosok száma | 234  | 228  | 247  | 250  | 247  | 262  | 251  | 236  | 239  | 237  |
|               | 1962 | 1968 | 1982 | 1990 | 1999 | 2008 | 2011 | 2013 | 2017 | 2018 |